# José Giménez Martín
José Arsenio Giménez Martín, más conocido como Pepe Giménez, es un político español nacido en Ponferrada (León) el 9 de mayo de 1957. Es miembro de la Federación Socialista Leonesa del PSOE, de la que ha llegado a ser secretario de Organización. Ha sido concejal del Ayuntamiento de León en dos legislaturas, 1995-2003, siempre de la mano de Miguel Alejo y también procurador autonómico, representando a la provincia de León, en las Cortes autonómicas de Castilla y León.También hasta 2011 fue concejal en el ayuntamiento de Cacabelos (León) y ha sido Senador designado por las Cortes de Castilla y León en las legislaturas VII y VIII (desde julio de 2003 hasta julio de 2011).
Diplomado en Enfermería, ATS de Empresa y Dirección de Enfermería Hospitalaria. Es Master en Salud Ambiental. Ha sido Director Técnico de la Escuela de Enfermería en León (1992-1995). Hasta su designación como senador ejercía su profesión en un Centro de Salud de Villaquilambre(León).
Es militante de UGT desde 1980 en la que ha ocupado cargos de responsabilidad en las Comisiones Ejecutivas de la Federación de Servicios Públicos a nivel provincial, autonómico y federal. Es miembro del Partido Socialista desde 1986.
En la Federación de Servicios Públicos-UGT fue miembro de la Comisión Permanente Federal de Sanidad que dirigía José Luis González Tapia.
- Datos: Q5940074